# Heterochelus nubilus
Heterochelus nubilus är en skalbaggsart som beskrevs av Hermann Burmeister 1844. Heterochelus nubilus ingår i släktet Heterochelus och familjen Melolonthidae. Inga underarter finns listade i Catalogue of Life.